# Samyŏng Yujŏng
Samyŏng Yujŏng  (ur. 1543, zm. sierpień 1610) – koreański mistrz sŏn, uczeń Sŏsana Taesy. Znany także jako Song’un Yujŏng.

## Życiorys
Samyŏng stracił swoich rodziców w dzieciństwie i w 1556 r. w wieku 13 lat został mnichem w klasztorze Chikji na górze Hwang’ak. W 1561 r. zdał wymagane egzaminy państwowe. Został głównym mnichem w klasztorach Chikji oraz Pongŭn. Niewiele wiadomo, co działo się przez kilka następnych lat.
W 1575 r. zaoferowano mu stanowisko opata w klasztorze Pongŭn, głównej świątyni szkoły sŏn. Wcześniej opatem w tym klasztorze był Sosan Taesa. Jednak Samyŏng odmówił i jeszcze tego samego roku został uczniem Sŏsana, który od 1568 r. przebywał na górze Myohyang. Po dwóch latach praktyki pod kierunkiem Sŏsana przeniósł się na górę Kŭmgang, gdzie przebywał trzy lata. Następnie udał się na południe i praktykował w klasztorach na górach P’algong, Ch'ŏngnyang, T’aebaek i Odae.
W czasie inwazji japońskiej na Koreę w 1592 r. przebywał w klasztorze Yujŏm na górze Kŭmgang. Sŏsan zgromadził 5000 armię mnichów i stał się moralnym i duchowym przywódcą buddystów sŏn. Bezpośrednio w walkach dowódcą był Samyŏng, którego tytułowano "generałem armii mnichów". Jego mnisia armia wraz z pomocą wojsk chińskich wyzwoliła miasto Pjongjang (dzisiejszą stolicę Korei Północnej).
W 1598 r. Samyŏng udał się do japońskiego obozu jako negocjator. Podczas drugiej inwazji w tym samym roku, znów wziął aktywny udział w walkach. Zaraz po wojnie odbudował fortece na górach P’algong, Kŭmo i Yonggi.
W 1604 r. udał się z pokojową misją do Japonii i po ustanowieniu pokojowego rozejmu, powrócił do Korei z jeńcami wojennymi w ilości 3500.
Liczne i legendarne nieraz opowieści ludowe przedstawiają Samyŏnga jako olbrzymiego, bardzo przystojnego mężczyznę, co kontrastowało z Sosanem, który był dość niepozorny. O obu krążą w Korei opowieści, w których wyposażeni są oni w niezwykłe i czarodziejskie moce.
Mistrz Samyŏng był także cenionym poetą i kaligrafem.
Ostatnie lata swojego życia spędził w klasztorze Haein, który istnieje do dziś.

## Prace literackie
- Samyŏngjip (Zbiór Samyŏnga – antologia poezji)
- Bunch’ungsŏnallok (Zapiski z wojny z pełną lojalnością)
- Hwaŏmgyŏngbal (Epilog do Sutry Awatamsaki)

## Linia przekazu Dharmy zen
Pierwsza liczba oznacza liczbę pokoleń mistrzów od 1 Patriarchy indyjskiego Mahakaśjapy.
Druga liczba oznacza liczbę pokoleń od 28/1 Bodhidharmy, 28 Patriarchy Indii i 1 Patriarchy Chin.
Trzecia liczba oznacza początek nowej linii przekazu w danym kraju.
- 56/29. Shiwu Qinggong (Shishi) (1272–1352) Chiny; szkoła yangqi
  - 57/30/1. T’aego Poŭ (1301–1382) Korea; szkoła imje chong; od 1356 r. chogye chong
    - 58/31/2. Hwanam Honsu (1320–1392)
      - 59/32/3. Kugok Kakhun (bd)
        - 60/33/4. Pyŏkkye Chŏngsim (zm. ok. 1492)
          - 61/34/5. Pyŏksong Chiŏm (1464–1534)
            - 62/35/6. Kyongsong Ilson (1482–1568)
            - 62/35/6. Puyong Yŏnggwan (1485–1567)
              - 63/36/7. Puhyu Sŏnsu (bd)
                - 64/37/8. Pyŏgam Kaksŏng (1575–1660)

              - 63/36/7. Chŏnghŏ Hyujŏng (1520–1604) (znany jako Sŏsan Taesa)
                - 64/37/8. Soyo T’aehŭng (1562–1649)
                - 64/37/8. Noemuk Ch'oyong (bd)
                - 64/37/8. Paegun Powan (bd)
                - 64/37/8. Pyokchon Uichon (bd)
                - 64/37/8. Samyŏng Yujŏng (1543–1610) (Songun)
                  - 65/38/9. Songwoldang Ungsang (1572–1645)
                    - 66/39/10. Hobaek Myŏngjo (1593–1661)

                - 64/37/8. P’yŏnyang Ŏngi (1581–1644)